# Балаганы (Томская область)
Балага́ны — исчезнувшая деревня в Томском районе Томской области России.

## География
Деревня Балаганы располагалась на дороге между сёлами Наумовка и Малиновка.

## История
Деревня основана в 1910 году белорусами-переселенцами. На 1920 г. в д. Балаганы — 32 двора, 169 жителей.
Деревня прекратила своё существование в период укрупнения колхозов. Решением № 187 Томского облисполкома от 20 июля 1972 г. деревня Балаганы исключена из учётных данных в связи с выездом жителей в другие населённые пункты.

## Население
| 1920 | 1939 | 1952 | 1959 | 1970 |
| ---- | ---- | ---- | ---- | ---- |
| 169  | ↘157 | ↘130 | ↘116 | ↘6   |